# Tryphon trochanteratus
Tryphon trochanteratus là một loài tò vò trong họ Ichneumonidae.